# RAVEN
RAVEN（レイヴン）は、日本のミュージシャン、照井利幸のソロ・プロジェクト。2004年のROSSOの活動休止中限定の活動という形で1枚のみアルバムを発表した。

## 参加ミュージシャン
- 照井利幸
  - ベース、エレクトリック・ギター、アコースティック・ギター
- チバユウスケ
  - ボーカル、ブルースハープなど
- 中村達也
  - ドラム
- 辻剛（元JUSTY-NASTY）
  - エレクトリック・ギター、アコースティック・ギターなど
- 尾崎一雄（MILK CROWN）
  - ドラムなど
- YUKO
  - ボーカル
- 山口とも
  - パーカッション
- 山岡広司
  - リズム・プログラミング

## 限り無く赤に近い黒
『限り無く赤に近い黒』（かぎりなくあかにちかいくろ）は、日本のミュージシャン、照井利幸のソロ・プロジェクト、RAVENの1作目のスタジオ・アルバム。

### 収録曲
全曲作詞・作曲・編曲：RAVEN
1. Concorde Drive
  - 照井利幸（B）、チバユウスケ（Vo）、辻剛（G）、中村達也（Ds）
2. 森のアリゲーター
  - 照井利幸（B）、チバユウスケ（Vo・Harp）、辻剛（G・Ag）、中村達也（Ds）、山口とも（Per）
3. Chevy
  - 照井利幸（B・Ag・G）、チバユウスケ（Vo・Ag）、尾崎一雄（Ds）
4. Cherry Bon Bon
  - 照井利幸（B）、チバユウスケ（Vo・タンブリン）、辻剛（G）、尾崎一雄（Ds）
5. Demonstration
  - 照井利幸（Vo・Ag）、YUKO（Vo）、山岡広司（Prog）
6. Sugar Cube
  - 照井利幸（B）、YUKO（Vo）、辻剛（G・Ag）、山岡広司（Prog）
7. Voodoo Club
  - 照井利幸（B）、チバユウスケ（Vo）、辻剛（G）、中村達也（Ds）
8. Blue Waltz
  - 照井利幸（B）、チバユウスケ（Vo）、辻剛（G・グラス・ハープ・Per）、尾崎一雄（カホン）

- 初回限定盤同梱CD
  - Star Carpet Ride
    - 照井利幸（B）、チバユウスケ（Vo・G・Harp）